# Roller Hockey Premier League
La Roller Hockey Premier League è la massima categoria del campionato inglese di hockey su pista. Il torneo viene organizzato dalla Federazione di pattinaggio dell'Inghilterra. È stato istituito nel 1973. I vincitori si fregiano del titolo di campioni d'Inghilterra.
La squadra che vanta il maggior numero di campionati vinti è l'Herne Bay United con 16 (l'ultimo nel 2009-10), a seguire il Southsea con 12 titoli (l'ultimo nel 1991-92).

## Formula
Al campionato prendono parte generalmente 9 squadre. Il torneo si svolge secondo la formula del girone all'italiana: ogni formazione affronta tutte le altre due volte, una presso la propria pista (partita in casa), una presso la pista avversa (partita in trasferta). Vengono assegnati tre punti alla squadra che vince una partita, un punto a ciascuna squadra in caso di pareggio e zero alla squadra sconfitta.
La classifica viene stilata in base ai punti conseguiti complessivamente; in caso di parità tra due o più squadre, le posizioni in graduatoria vengono determinate prendendo in considerazione i seguenti criteri discriminanti, elencati in ordine di importanza:
1. punti conseguiti negli scontri diretti;
2. differenza reti negli scontri diretti;
3. differenza reti complessiva;
4. numero di reti segnate complessivamente.

Al termine del campionato la squadra 1ª classificata viene proclamata campione d'Inghilterra; la squadra che occupa la 9ª retrocedono direttamente in Division 1.

### Qualificazioni alle coppe europee
In base ai regolamenti delle competizioni hockeistiche europee, è qualificata di diritto all'Eurolega una squadra provenienti dal campionato inglese:
- la squadra campione di Inghilterra;
- la formazione detentrice dell'Eurolega, qualora sia una società inglese;

Tra le società non ammesse all'Eurolega, le migliori due della stagione regolare sono qualificate alla Coppa WSE.

## Albo d'oro
| Edizione | Vincitore              |
| -------- | ---------------------- |
| 1973     | Wolverhampton          |
| 1974     | Wolverhampton          |
| 1975     | Folkestone             |
| 1976     | Edizione non disputata |
| 1977     | Wolverhampton          |
| 1978     | Middlesbrough          |
| 1979     | Middlesbrough          |
| 1980     | Southsea               |
| 1981     | Southsea               |
| 1982     | Southsea               |
| 1983     | Southsea               |
| 1984     | Southsea               |
| 1985     | Southsea               |
| 1986     | Southsea               |
| 1987     | Southsea               |
| 1988     | Southsea               |
| 1989     | Southsea               |
| 1990     | Southsea               |
| 1991     | Southsea               |
| 1992     | Herne Bay United       |
| 1993     | Herne Bay United       |
| 1994     | Herne Bay United       |
| 1995     | Herne Bay United       |
| 1996     | Herne Bay United       |
| 1997     | Herne Bay United       |
| 1998     | Letchworth             |

| Edizione  | Vincitore            |
| --------- | -------------------- |
| 1999      | Herne Bay United     |
| 2000-2001 | Herne Bay United     |
| 2001-2002 | Herne Bay United     |
| 2002-2003 | Herne Bay United     |
| 2003-2004 | Herne Bay United     |
| 2004-2005 | Bury                 |
| 2005-2006 | Herne Bay United     |
| 2006-2007 | Herne Bay United     |
| 2007-2008 | Herne Bay United     |
| 2008-2009 | Herne Bay United     |
| 2009-2010 | Herne Bay United     |
| 2010-2011 | Middlesbrough        |
| 2011-2012 | Grimsby              |
| 2012-2013 | Middlesbrough        |
| 2013-2014 | Grimsby              |
| 2014-2015 | Middlesbrough        |
| 2015-2016 | King's Lynn          |
| 2016-2017 | King's Lynn          |
| 2017-2018 | King's Lynn          |
| 2018-2019 | King's Lynn          |
| 2019-2020 | King's Lynn          |
| 2020-2021 | titolo non assegnato |
| 2021-2022 | King's Lynn          |
| 2022-2023 | King's Lynn          |

### Riepilogo vittorie per squadra
| Squadra          | Titoli | Edizioni                                                                                       |
| ---------------- | ------ | ---------------------------------------------------------------------------------------------- |
| Herne Bay United | 16     | 1992, 1993, 1994, 1995, 1996, 1997, 1999, 2001, 2002, 2003, 2004, 2006, 2007, 2008, 2009, 2010 |
| Southsea         | 12     | 1980, 1981, 1982, 1983, 1984, 1985, 1986, 1987, 1988, 1989, 1990, 1991                         |
| King's Lynn      | 7      | 2016, 2017, 2018, 2019, 2020, 2022, 2023                                                       |
| Middlesbrough    | 5      | 1978, 1979, 2011, 2013, 2015                                                                   |
| Wolverhampton    | 3      | 1973, 1974, 1977                                                                               |
| Grimsby          | 2      | 2012, 2014                                                                                     |
| Folkestone       | 1      | 1975                                                                                           |
| Letchworth       | 1      | 1998                                                                                           |
| Bury             | 1      | 2005                                                                                           |